# Leváre
Leváre jsou obec na Slovensku v okrese Revúca. Leží v jihovýchodní části Slovenského rudohoří. První písemná zmínka o obci je z roku 1427. Obyvatelstvo se zabývalo hlavně zemědělstvím a hrnčířstvím.

## Vývoj názvu obce
- 1786 – Lewarth
- 1808 – Léwárth
- 1863, 1895–1902 – Levárt
- 1873–1892, 1907–1913, 1927–1948 – Lévárt
- 1920 – Gemerské Leváre
- 1948–1992 – Strelnice
- od roku 1993 – Leváre[4]

## Pamětihodnosti
- Římskokatolický kostel Navštívení Panny Marie, jednolodní pozdně klasicistická stavba z roku 1873, s pravoúhlým ukončením presbytáře a věží tvořící součást její hmoty. Stojí na místě dřevěného kostela z roku 1732.[5]
- Bývalé lázně Lévártfürdő, soubor jednopodlažních eklektických objektů z konce 19. století.